# Gropeni, Suceava
Gropeni (germană Gropeny) este un sat în comuna Bălcăuți din județul Suceava, Bucovina, România. Se află la aproximativ 35 de km de reședința de județ Suceava.

## Recensământul din 1930
Componența etnică a satului Gropeni
     Români (20,4%)
     Germani (0,8%)
     Evrei (3%)
     Ruteni (75,8%)
Componența confesională a satului Gropeni
     Ortodocși (40,4%)
     Romano-catolici (0,8%)
     Mozaici (3%)
     Greco-catolici (55,8%)
Conform recensământului efectuat în 1930, populația satului Gropeni se ridica la 374 locuitori. Majoritatea locuitorilor erau ruteni (75,8%), cu o minoritate de germani (0,8%), una de evrei (3,0%) și una de români (20,4%). Din punct de vedere confesional, majoritatea locuitorilor erau greco-catolici (55,8%), dar existau și ortodocși (40,4%), mozaici (3,0%) și romano-catolici (0,8%).